# Lilla Harasjön
Lilla Harasjön är en sjö i Borås kommun i Västergötland och ingår i Viskans huvudavrinningsområde. Sjön är 8,8 meter djup, har en yta på 0,0055 kvadratkilometer och är belägen 146 meter över havet.